# Los Picapiedra (película)
Los Picapiedra (The Flintstones según su título original en inglés) es una película de 1994 dirigida por Brian Levant. Distribuida por Universal Studios, la película es una versión en imagen real de la serie homónima de animación que Hanna-Barbera Productions emitió por televisión entre 1960 y 1966. A pesar de que recibió críticas mayoritariamente desfavorables por parte de los críticos, fue un éxito en taquillas logrando recaudar siete veces más que su presupuesto y posicionándose como el sexto filme más taquillero de 1994. A la película le siguió una precuela, Los Picapiedra en Viva Rock Vegas estrenada en 2000.

## Argumento
Risco Vandercueva (Kyle MacLachlan), vicepresidente ejecutivo de Industrial Procurement at Rajuela & Co., planea ascender a algún empleado de la cantera, un espacio donde los trabajadores menos afortunados pican rocas todo el día, a vicepresidente en su división para señalarle como cabeza de turco para realizar un desfalco a la empresa. Para encontrar al más indicado, Vandercueva realiza un examen a los operarios, entre ellos Pablo Mármol y Pedro Picapiedra (Rick Moranis y John Goodman). Durante la prueba, Pablo se percata del examen deplorable que ha hecho Pedro y decide cambiarlo por el suyo sin que se dé cuenta como favor a cambio dado que Pedro le dio todos sus ahorros a Pablo para que él y Betty (Rosie O'Donnell) pudieran adoptar a un niño llamado Bamm-Bamm Mármol (Hlynur Sigurðsson y Marinó Sigurðsson). Por otra parte, Pedro se siente mal por no ofrecer a su esposa Vilma (Elizabeth Perkins) la vida de riqueza que ella hubiese soñado. Tras revisar la puntuación de las notas, Pedro tiene la calificación más alta, lo que sorprende a Vandercueva pero viendo que es perfecto para sus planes por lo ingenuo que es, lo asciende a vicepresidente.
En su primer día como ejecutivo, Vandercueva lo lleva a su nuevo despacho donde conoce a su asistente, la Srta. Agatha Crystal (Halle Berry) quien hace creer a Pedro encontrarse atraída por él. Su primera orden será despedir a Pablo por tener la calificación más baja en el examen, al principio se muestra reacio y triste por el hecho de tener que despedir a su mejor amigo, pero al no poder aguantar la presión en una fiesta sorpresa que le organizaron los Mármol esa misma noche para celebrar su ascenso, Pedro lo despide de la compañía. El al sentirse responsable, Pedro le compensa económicamente. Mientras busca trabajo para solventar sus problemas financieros, Betty y Pablo se van a vivir con los Picapiedra debido a que ponen su casa en renta por su situación. Por otra parte, Vandercueva propone la construcción de una nueva máquina capaz de incrementar la producción de la compañía, eso supondría el despido de todos los operarios. Tras darse cuenta de que Pedro no es nada ingenuo y es más listo de lo que esperaban, Vandercueva le ordena a Crystal que seduzca a Pedro para que no se entere de los planes de su jefe. Luego Vandercueva engaña a Pedro al hacerle firmar unos documentos en donde se compromete a dar "vacaciones" a sus empleados sin saber que está firmando su despido y también le da todos los fondos de la compañía para culparlo de robo haciéndole creer que son parte de sus ganancias por el puesto que tiene, esto hace que su matrimonio con Vilma se vuelva arrogante al tener una vida de ricos con todo lo que quisieron y a la vez dejan solos a los Mármol en medio de su crisis.
Una noche, Pablo consigue trabajo como camarero en un restaurante fino, justo donde van a cenar Pedro y Vilma junto a Betty quien esperaba a su marido. De pronto Pablo ve en las noticias cómo Pedro ha despedido a todo el personal que protestaba por sus despidos en la entrada de la cantera. Al final, cansado de su arrogancia este le confiesa a Pedro que cambió sus exámenes. Esa noche, los Mármol se marchan y Vilma abandona a Pedro aunque a pesar de todo, lo sigue amando. Al día siguiente, Pedro asiste al trabajo rodeado de una multitud enfurecida con él y descubre los planes de Vandercueva. El le revela al dictapluma todo lo que él inconscientemente ha hecho y Pedro huye de la empresa por sugerencia de Crystal.
En ese momento, Pedro es convertido en el hombre más buscado de la ciudad pero Vilma, viendo la noticia, sabe que él no es ningún ladrón y tiene una idea para demostrar que él nunca robó. Luego Vilma se reconcilia con Betty quien llega esa noche con Bamm-Bammm y juntas van a la empresa llevándose al dictapluma de la oficina de Pedro (Harvey Korman) para probar su inocencia. Cuando ambas se van, Vandercueva y la Srta. Crystal (que se preparaban para huir a la mañana siguiente) las ven salir y Vandercueva se da cuenta de lo que ellas planean hacer para desenmascarar su plan.
Esa noche, los ya extrabajadores de la cantera encuentran a Pedro para tratar de lincharlo junto con Pablo. Finalmente, ambos se reconcilian y Vilma y Betty los salvan y acompañados del dictapluma explican quiénes son los verdaderos responsables, y de paso Pedro se disculpa con el dictapluma.
Vandercueva tras ver que Vilma y Betty se llevaron al dictapluma, secuestra a Pebbles (Elaine Silver y Melanie Silver) y Bamm-Bamm siendo llevados a la máquina de la cantera donde exige que Pedro y Pablo vayan solos a la mañana siguiente y le entreguen al dictapluma a cambio de sus hijos. Sin embargo, al entregar al dictapluma, Vandercueva no cumple su promesa y huye poniendo en marcha la máquina en la que deja atrapados a los niños. Mientras Pablo trata de rescatarlos, Pedro piensa en cómo destruir la máquina. Vandercueva de otro lado intenta matar a Pedro y al dictapluma que escapa de sus manos para que ninguno hable pero es golpeado por la Srta. Crystal quien había sido traicionada por él. Entre tanto Pedro logra destruir la máquina usando la catapulta (después de recordar que había destruido la maqueta de la máquina que estaba en la sala de juntas), Pablo logra sacar a los niños y Vandercueva termina atrapado en cemento fresco acabando petrificado mientras intentaba huir de la policía.
Después del desastre, la Srta. Crystal es detenida y el Sr. Rajuela (Dann Florek) nombra a Pedro presidente de la compañía afirmando que es el mejor ejecutivo que ha tenido, sin embargo, Pedro lo rechaza debido a que ya pasó por esos asuntos y no se siente nada preparado.
La película acaba con una versión en imagen real de los créditos originales de la serie animada.

## Reparto
- John Goodman - Pedro Picapiedra
- Rick Moranis - Pablo Mármol
- Elizabeth Perkins - Vilma Picapiedra
- Rosie O'Donnell - Betty Mármol
- Kyle MacLachlan - Risco Vandercueva
- Elizabeth Taylor - Pearl Slaghoople, madre de Vilma
- Harvey Korman - Dictapluma
- Halle Berry - Srta. Agatha Crystal (Sharon Stone en inglés)[1]
- Dann Florek - Sr. Rajuela
- Mel Blanc - Dino[2]
- Elaine y Melanie Silver - Pebbles Picapiedra
- Hlynur y Marinó Sigurðsson - Bam-Bam Mármol

Sharon Stone fue invitada a interpretar a su personaje homónimo, pero tuvo que declinar el papel puesto que estaba trabajando en Diabolique. Después de rechazarlo, los productores pensaron en llamar al personaje "Rosetta Stone" pero se pensó que la gente no entendería bien la referencia arqueológica.
De acuerdo con el productor ejecutivo, Steven Spielberg, se pensó en Goodman para interpretar a Pedro y en un principio el papel de Pablo iba a ser para Danny DeVito pero rechazó el papel ya que le parecía un personaje muy brusco, en cambio les propuso para el papel de Pablo a Rick Moranis. Ésta también fue la última película en la que participó la reconocida y fallecida actriz Elizabeth Taylor quien posteriormente se retiraría de la actuación.

### Cameos
- Jean Vander Pyl (voz de Vilma en la serie animada) - Sra. Feldespato
- Jonathan Winters - Grizzled Man
- The B-52's (Kate Pierson, Fred Schneider y Keith Strickland)
- Richard Moll as "Hoagie"
- Jay Leno - Presentador del Talk Show
- William Hanna (cocreador de la serie animada)
- Joseph Barbera (cocreador de la serie animada)
- Sam Raimi - Cliff look-alike
- Ernie Sabella - Mafioso
- Michael Richards - Hombre de papel (Inacreditado)

## Producción
En 1985, los productores Keith Barish y Joel Silver compraron los derechos para realizar una película en imagen real de la serie Los Picapiedra y encargado Steven E. de Souza para escribir que un guion con Richard Donner contrató para dirigir. Script de Souza fue finalmente rechazada y Mitch Markowitz fue contratado para escribir un guion. Se dice que una cruz de las uvas de la ira, Markowitz comentó que "ni siquiera recuerdo lo bueno, pero Pedro y Pablo dejan su ciudad en una terrible depresión y cruzan el país, o lo que sea esa cosa en la maldita prehistórica, buscando puestos de trabajo. Ellos terminan en los parques del acoplado tratando de mantener a sus familias. Presentan momentos de heroísmo y patetismo." La versión de Markowitz fue al parecer demasiado sentimental para el director Donner, que no le gustó.
Finalmente, los derechos fueron comprados por Amblin Entertainment y Steven Spielberg, quienes, después de trabajar con John Goodman en "Always", estaban decididos a ponerlo a la cabeza como Pedro. Brian Levant fue contratado como director, sabiendo que era la persona adecuada debido a su amor por la serie original. Ellos sabían que él era un ávido fanático de la serie debido a su colección de artículos de Picapiedra y el conocimiento que tenía de la serie.

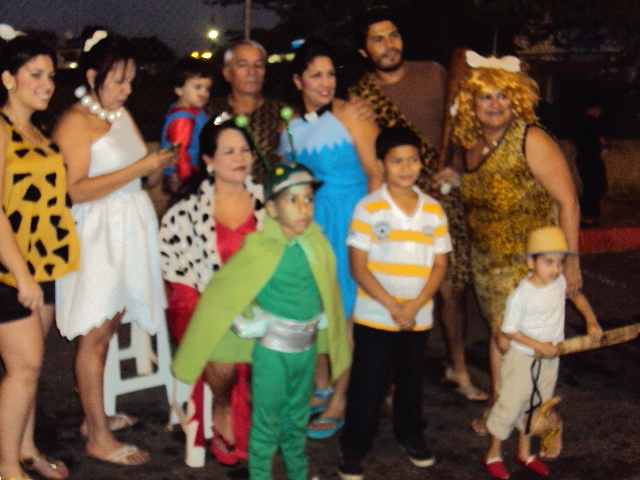
Fanáticos de la franquicia con Cosplays en la ciudad de Punto Fijo, Venezuela.

Cuando Levant fue contratado, todos los anteriores guiones para la película fueron desechados. Levant entonces reclutó a lo que él llamó "Escritores All-Star team" que consistió en amigos del escritor de programas de televisión, tales como Family Ties, Night Court y Happy Days. "Esto es una sitcom con esteroides", dijo Levant. "Estábamos tratando de mejorar." El grupo escribió un nuevo proyecto, pero hubo más de cuatro sesiones de mesa redonda que contó con nuevos talentos. Lowell Ganz y Babaloo Mandel llevaron a casa un divulgado $100 000 para sólo dos días de trabajo. Rick Moranis también estuvo presente en mesas redondas de Levante y más tarde describió la película como "uno de esos guiones tenía alrededor de 18 escritores". Los efectos para el Dino, Dictabird y las demás criaturas prehistóricas fueron proporcionados por la tienda de la criatura de Jim Henson.

## Estrenos mundiales
| País                                                                          | Fecha de estreno                 |
| ----------------------------------------------------------------------------- | -------------------------------- |
| Alemania                                                                      | Jueves 21 de julio de 1994       |
| Argentina                                                                     | Jueves 7 de julio de 1994        |
| Australia                                                                     | Jueves 15 de septiembre de 1994  |
| Austria                                                                       | Viernes 22 de julio de 1994      |
| Bélgica                                                                       | Miércoles 20 de julio de 1994    |
| Belice · Costa Rica · El Salvador · Guatemala · Honduras · Nicaragua · Panamá | Viernes 15 de julio de 1994      |
| Brasil                                                                        | Viernes 24 de junio de 1994      |
| Bulgaria                                                                      | Viernes 30 de septiembre de 1994 |
| Chile                                                                         | Jueves 7 de julio de 1994        |
| Colombia                                                                      | Jueves 30 de junio de 1994       |
| Corea del Sur                                                                 | Sábado 16 de julio de 1994       |
| Croacia                                                                       | Jueves 1 de septiembre de 1994   |
| Dinamarca                                                                     | Viernes 29 de julio de 1994      |
| Ecuador                                                                       | Miércoles 20 de julio de 1994    |
| Egipto                                                                        | Lunes 24 de octubre de 1994      |
| Eslovenia                                                                     | Jueves 8 de septiembre de 1994   |
| España                                                                        | Viernes 15 de julio de 1994      |
| Estados Unidos · Canadá                                                       | Viernes 27 de mayo de 1994       |
| Filipinas                                                                     | Miércoles 27 de julio de 1994    |
| Finlandia                                                                     | Viernes 5 de agosto de 1994      |
| Francia                                                                       | Miércoles 20 de julio de 1994    |

| País                         | Fecha de estreno                 |
| ---------------------------- | -------------------------------- |
| Grecia                       | Viernes 2 de septiembre de 1994  |
| Hong Kong                    | Jueves 28 de julio de 1994       |
| Hungría                      | Jueves 15 de septiembre de 1994  |
| India                        | Viernes 23 de diciembre de 1994  |
| Indonesia                    | Martes 16 de agosto de 1994      |
| Israel                       | Viernes 5 de agosto de 1994      |
| Italia                       | Jueves 6 de octubre de 1994      |
| Japón                        | Sábado 16 de julio de 1994       |
| Líbano                       | Viernes 26 de agosto de 1994     |
| Malasia                      | Jueves 23 de junio de 1994       |
| México                       | Viernes 15 de julio de 1994      |
| Noruega                      | Viernes 22 de julio de 1994      |
| Nueva Zelanda                | Viernes 19 de agosto de 1994     |
| Países Bajos                 | Jueves 21 de julio de 1994       |
| Perú                         | Viernes 22 de julio de 1994      |
| Polonia                      | Viernes 16 de septiembre de 1994 |
| Portugal                     | Viernes 5 de agosto de 1994      |
| Reino Unido Irlanda          | Viernes 22 de julio de 1994      |
| República Checa · Eslovaquia | Jueves 25 de agosto de 1994      |
| República Dominicana         | Jueves 21 de julio de 1994       |
| Rumania                      | Viernes 23 de septiembre de 1994 |
| Singapur                     | Jueves 9 de junio de 1994        |
| Sudáfrica                    | Viernes 9 de septiembre de 1994  |
| Suecia                       | Viernes 19 de agosto de 1994     |
| Suiza                        | Viernes 22 de julio de 1994      |
| Tailandia                    | Sábado 16 de julio de 1994       |
| Taiwán                       | Sábado 23 de julio de 1994       |
| Turquía                      | Viernes 16 de septiembre de 1994 |
| Uruguay                      | Viernes 1 de julio de 1994       |
| Venezuela                    | Miércoles 20 de julio de 1994    |